# Biserica de lemn din Fildu de Mijloc

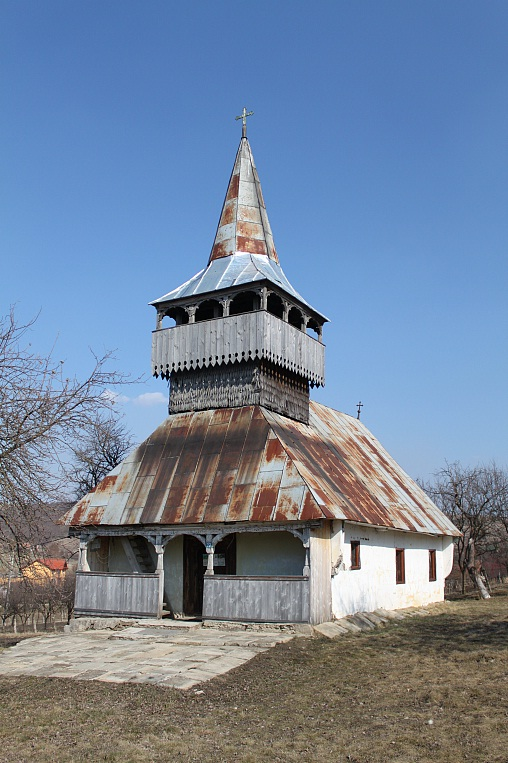
Biserica de lemn din Fildu de Mijloc, mutată în perioada interbelică la Câmpenești

Biserica de lemn din Fildu de Mijloc

Biserica de lemn din Fildu de Mijloc s-a aflat în localitatea omonimă din județul Sălaj. După informațiile lui Gábor Szinte biserica a fost ridicată în anul 1818 însă Leontin Ghergariu a datat-o din 1811. Biserica de lemn a funcționat ca biserică parohială până în anul 1910, când a fost înlocuită de o nouă biserică de zid. Frații Ladislau și Gábor Szinte au documentat fotografic și schițat biserica veche de lemn în anul 1912. Ulterior, biserica a fost donată parohiei Feiurdeni, filia Câmpenești în anul 1923. Biserica a fost demontată și transportată cu carele până la gara din Huedin, de unde a ajuns la Cluj, apoi Câmpenești (atunci Coada Teleacului). Biserica a fost reconstruită în 60 de zile, fiind sfințită în ziua de 6 decembrie, de sărbătoarea Sfântului Nicolae.

## Imagini (după restaurare)

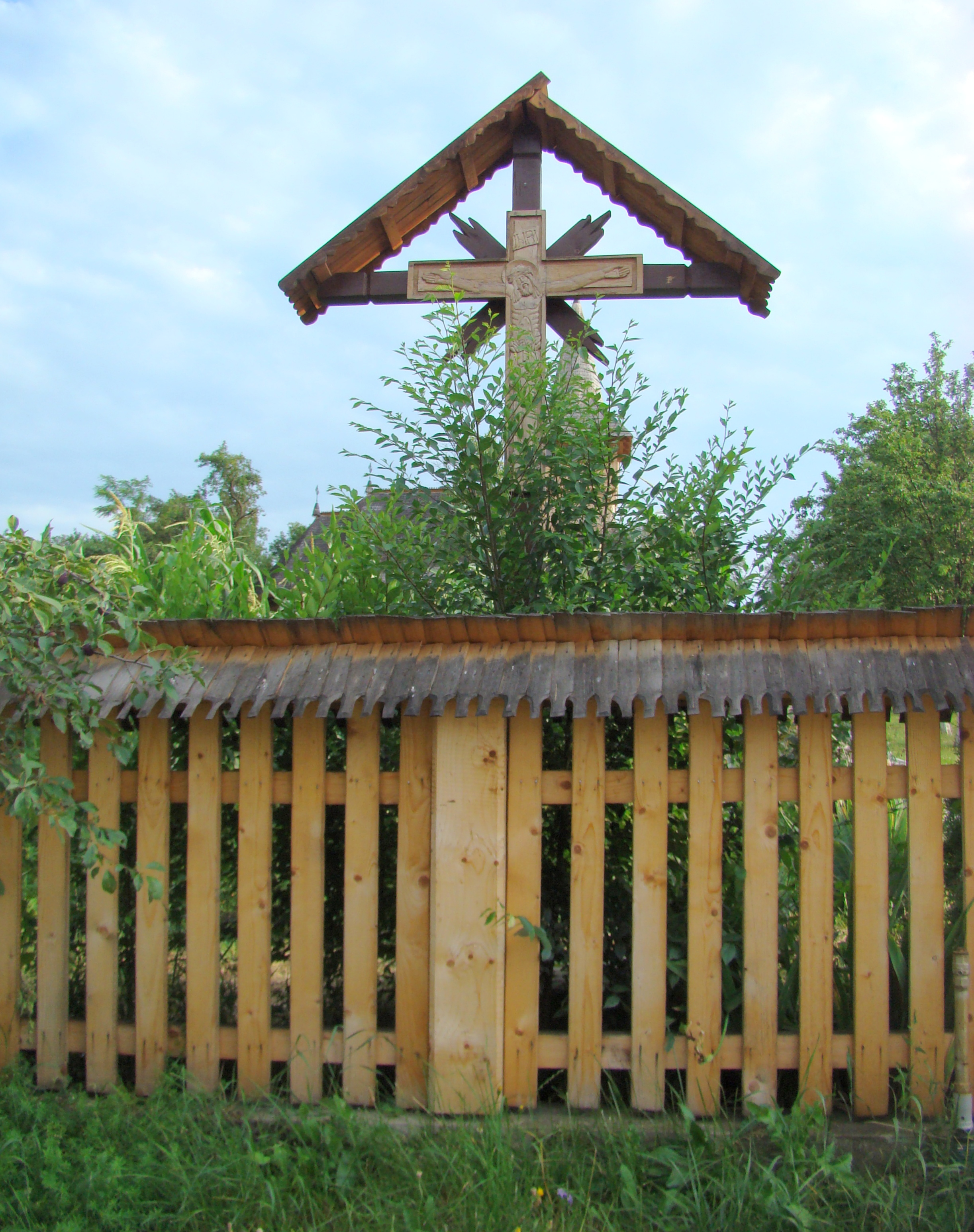
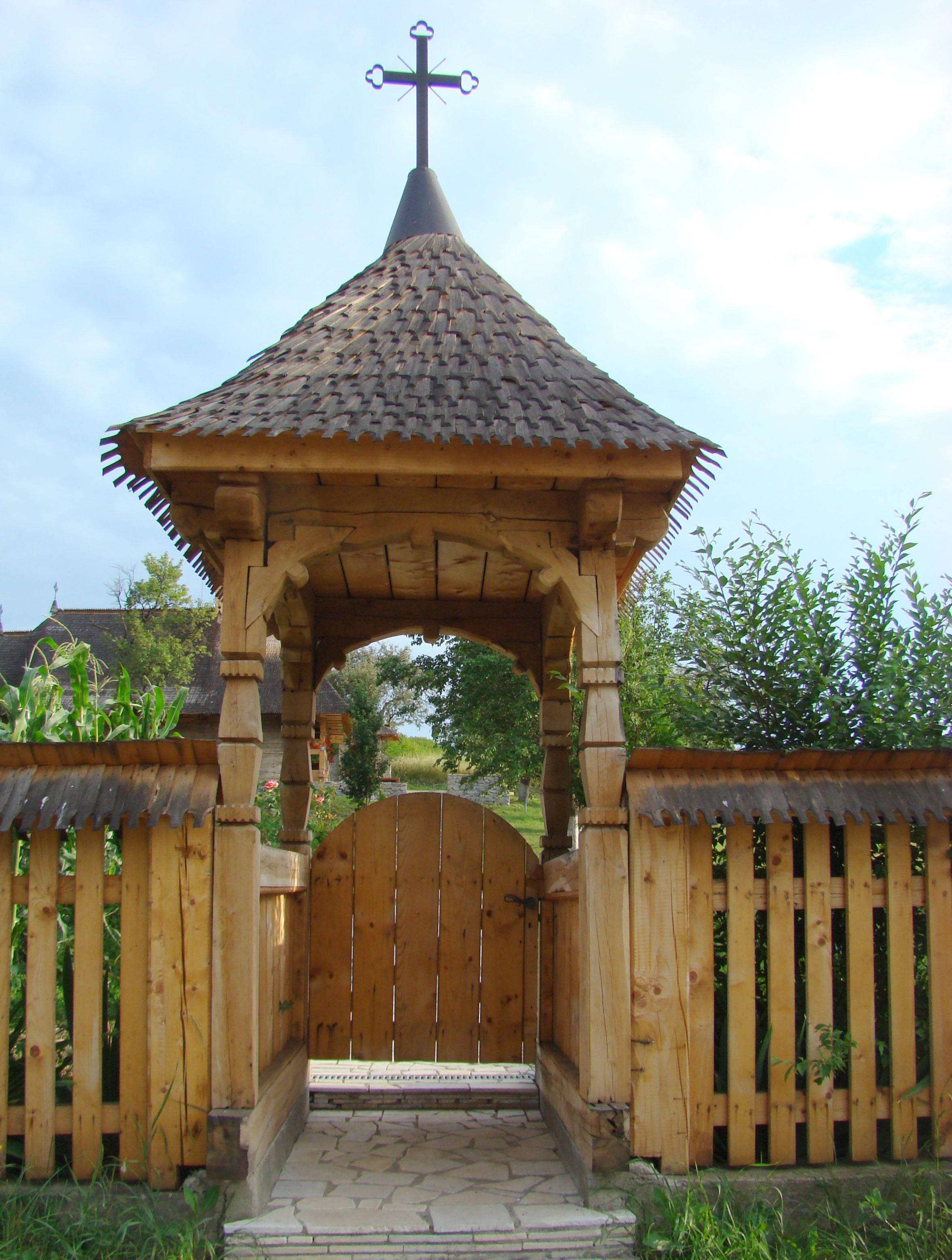
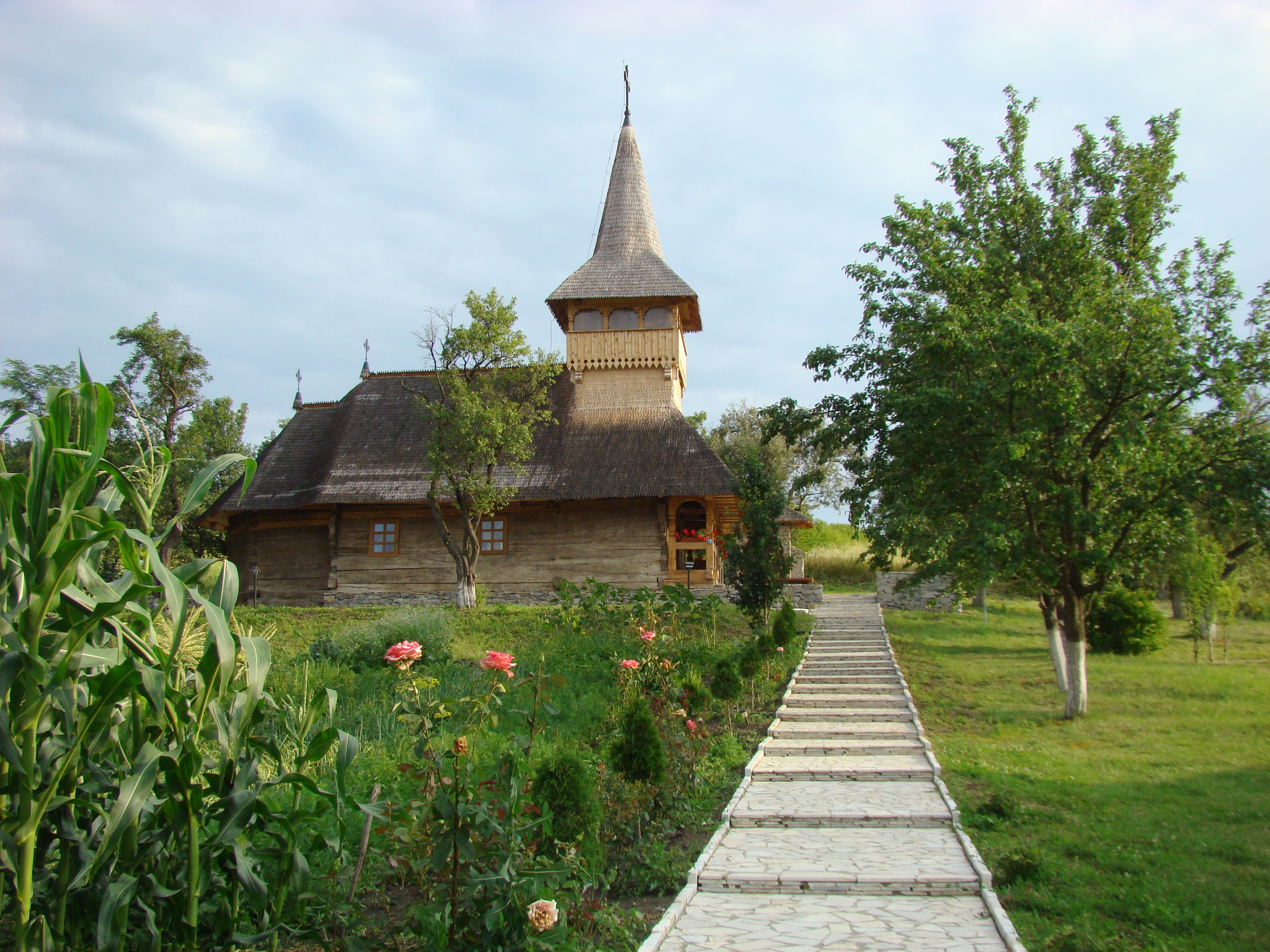
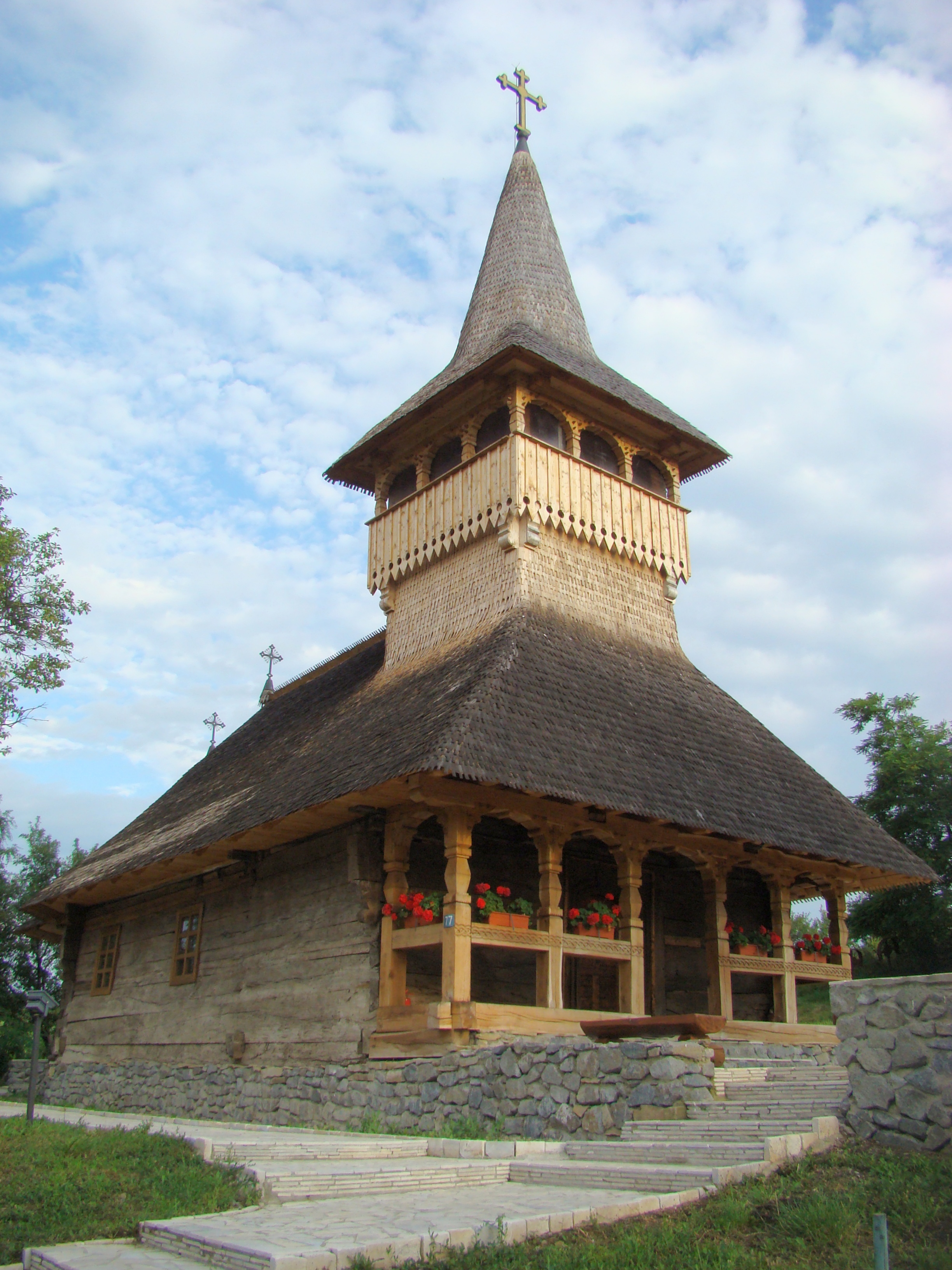
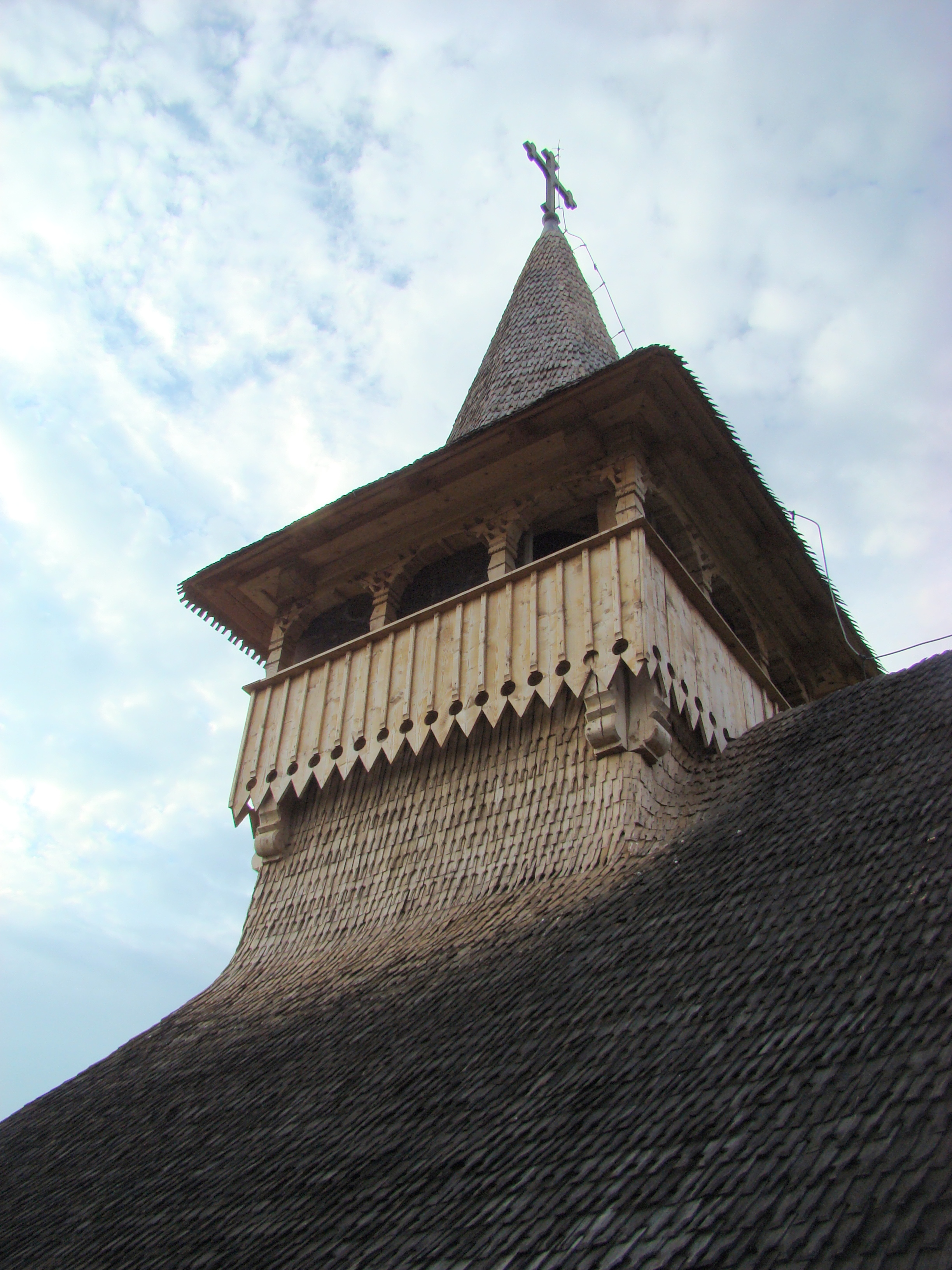
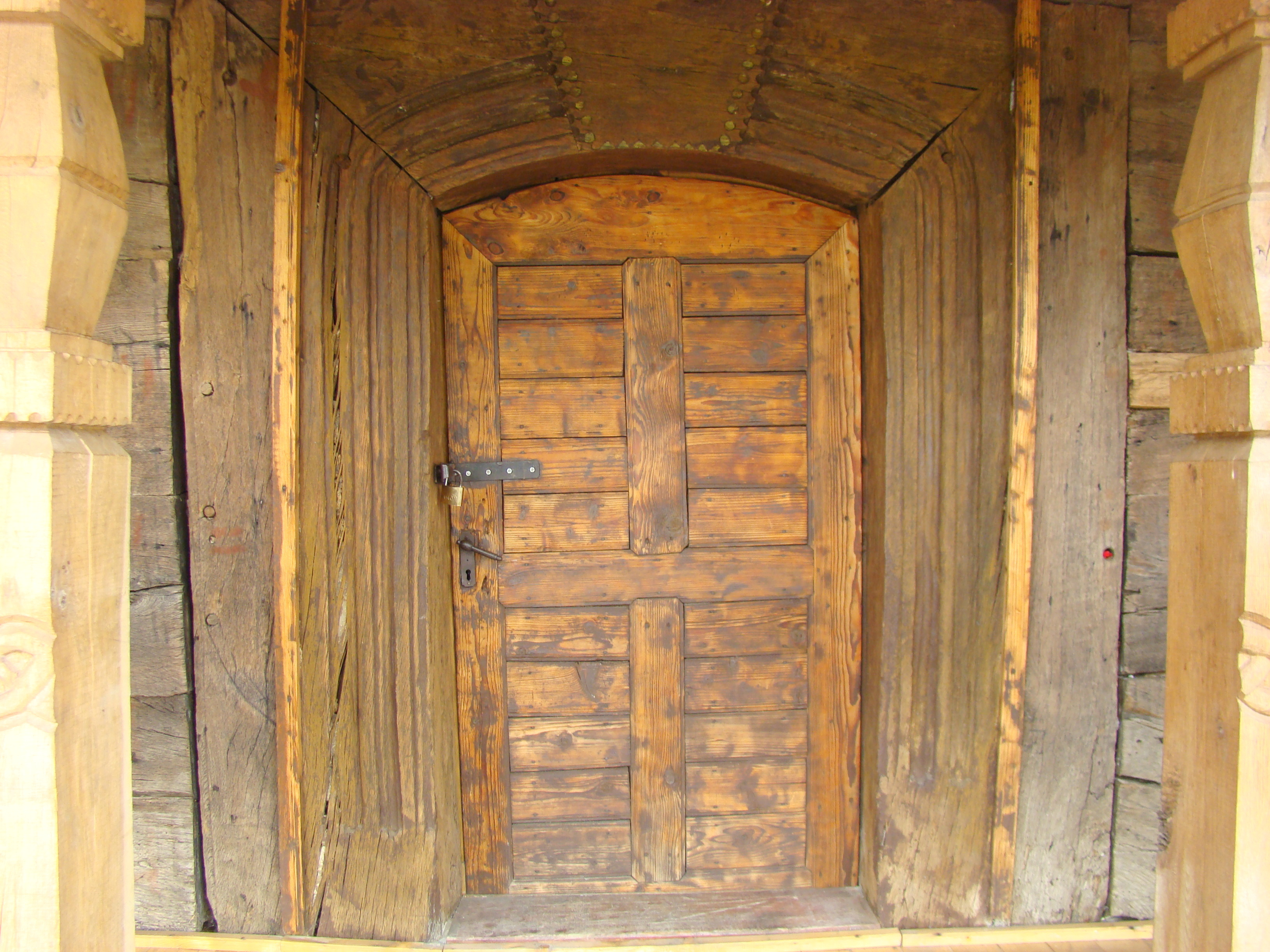
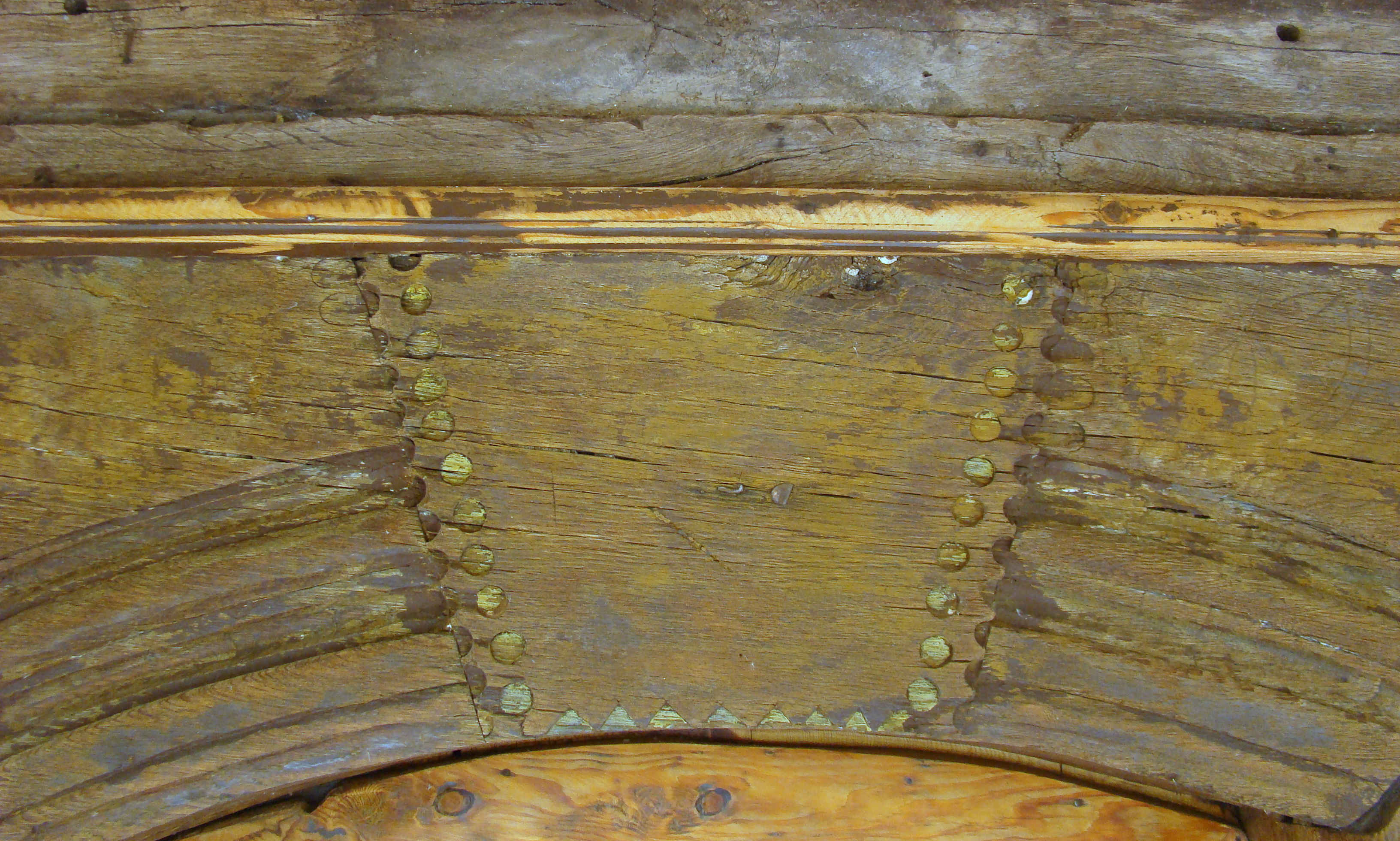
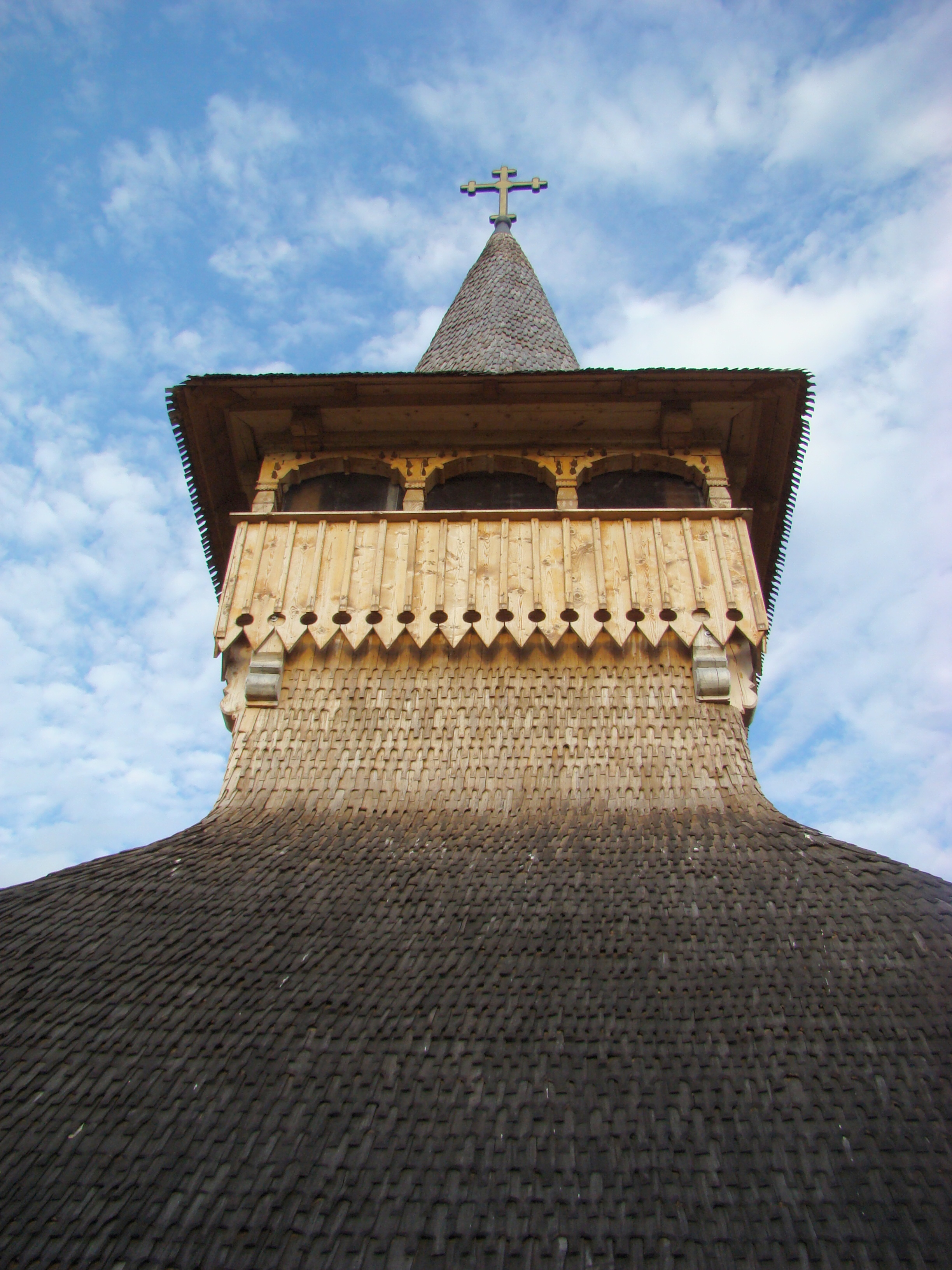
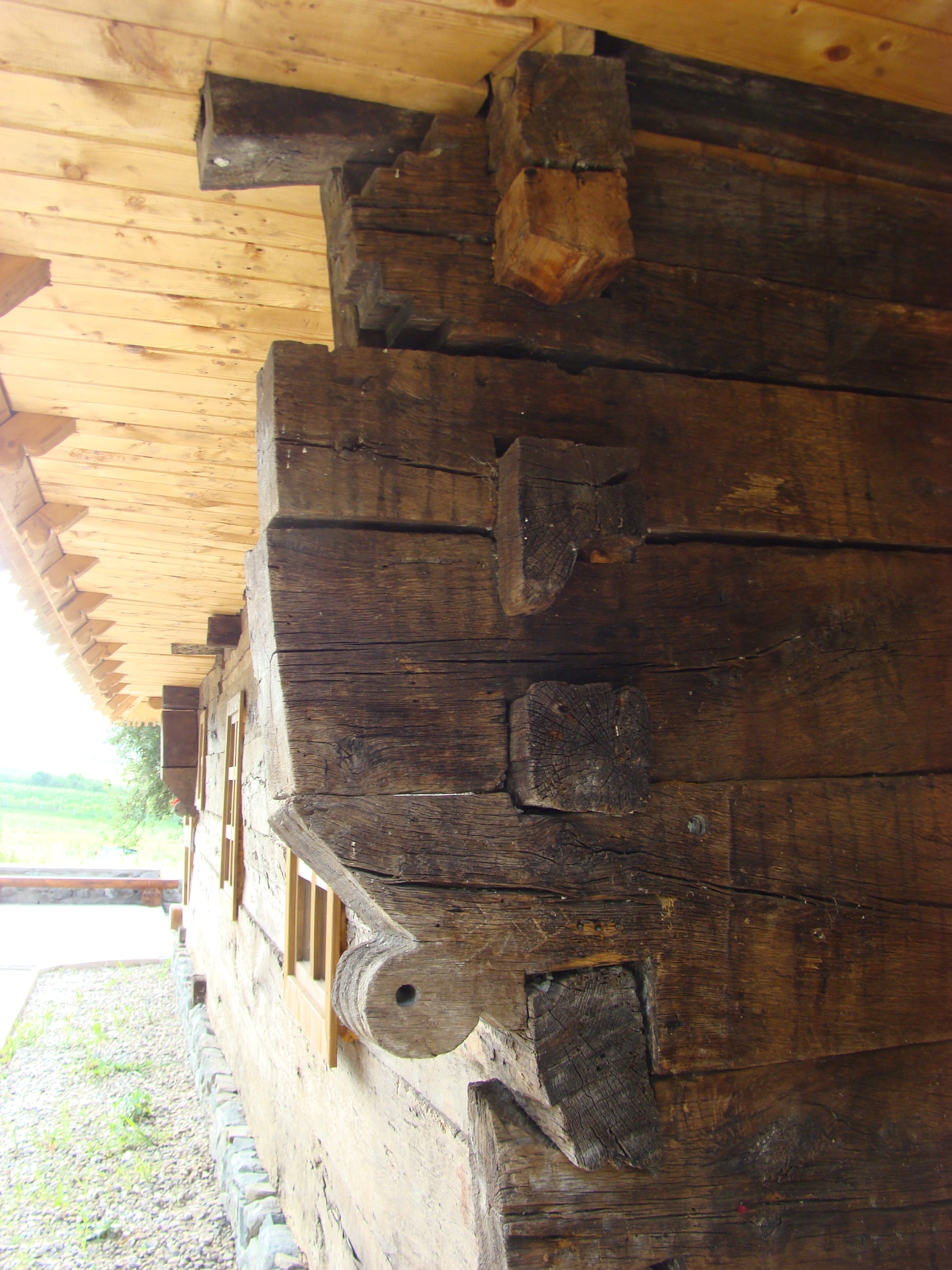
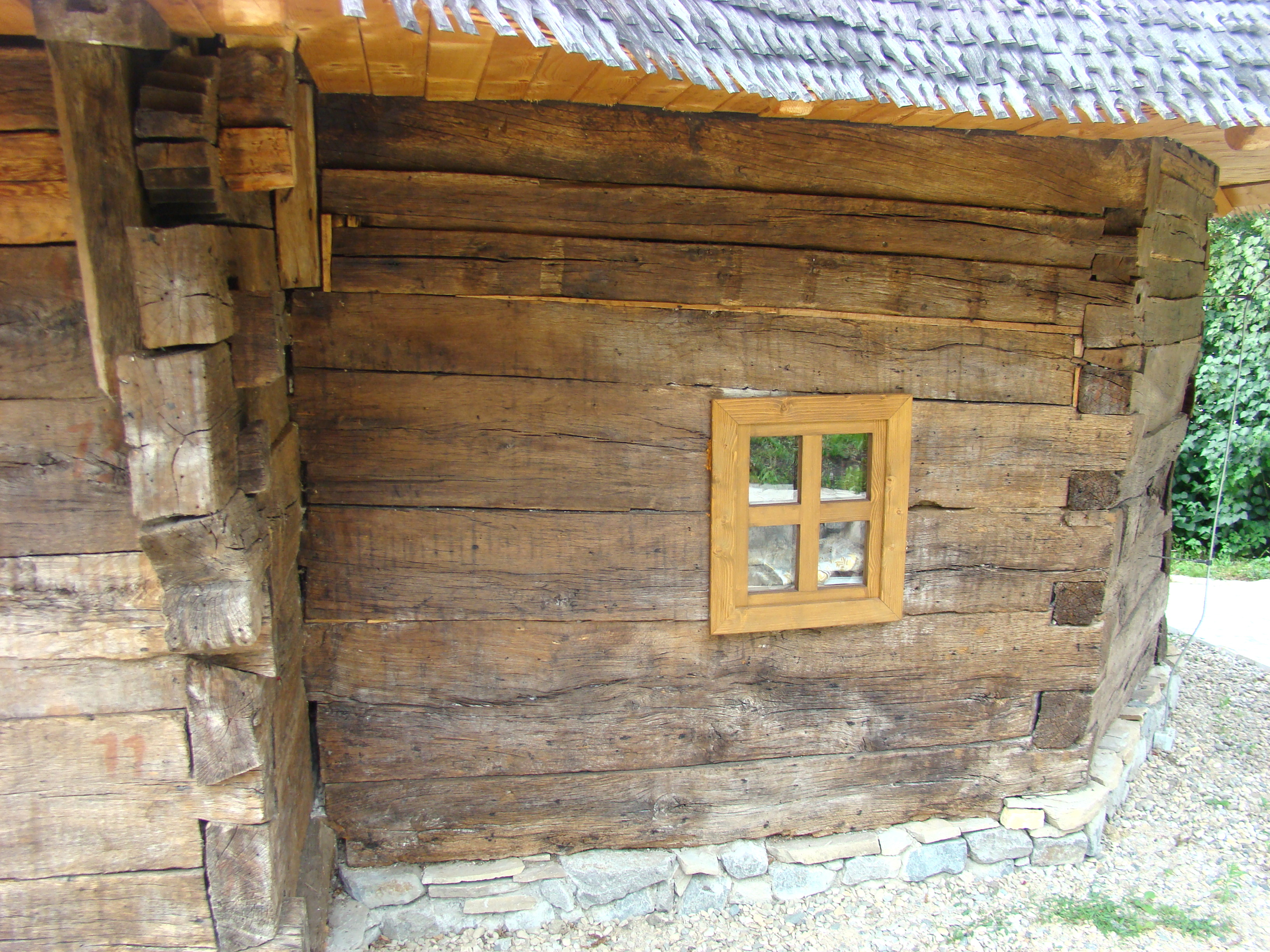
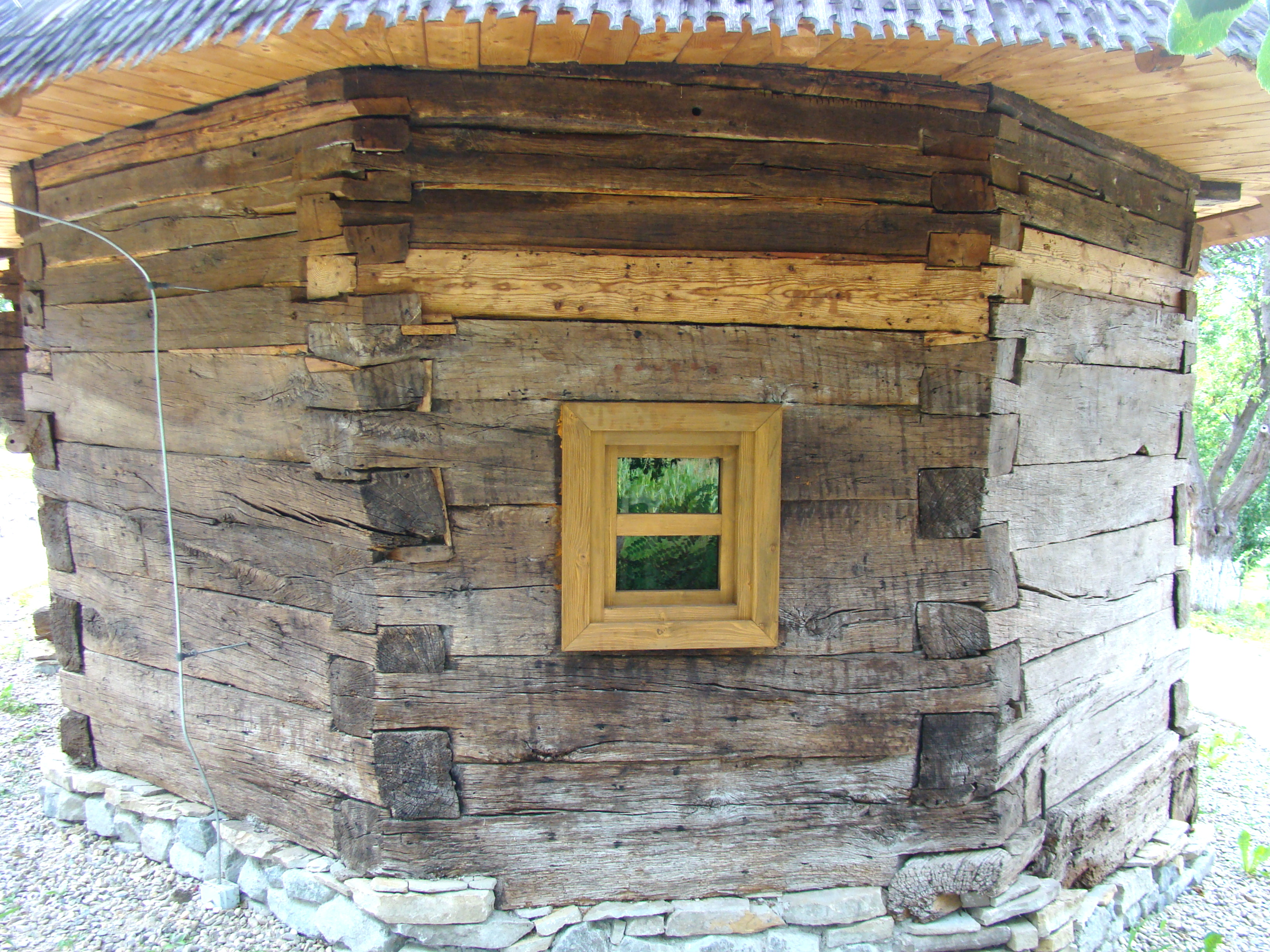
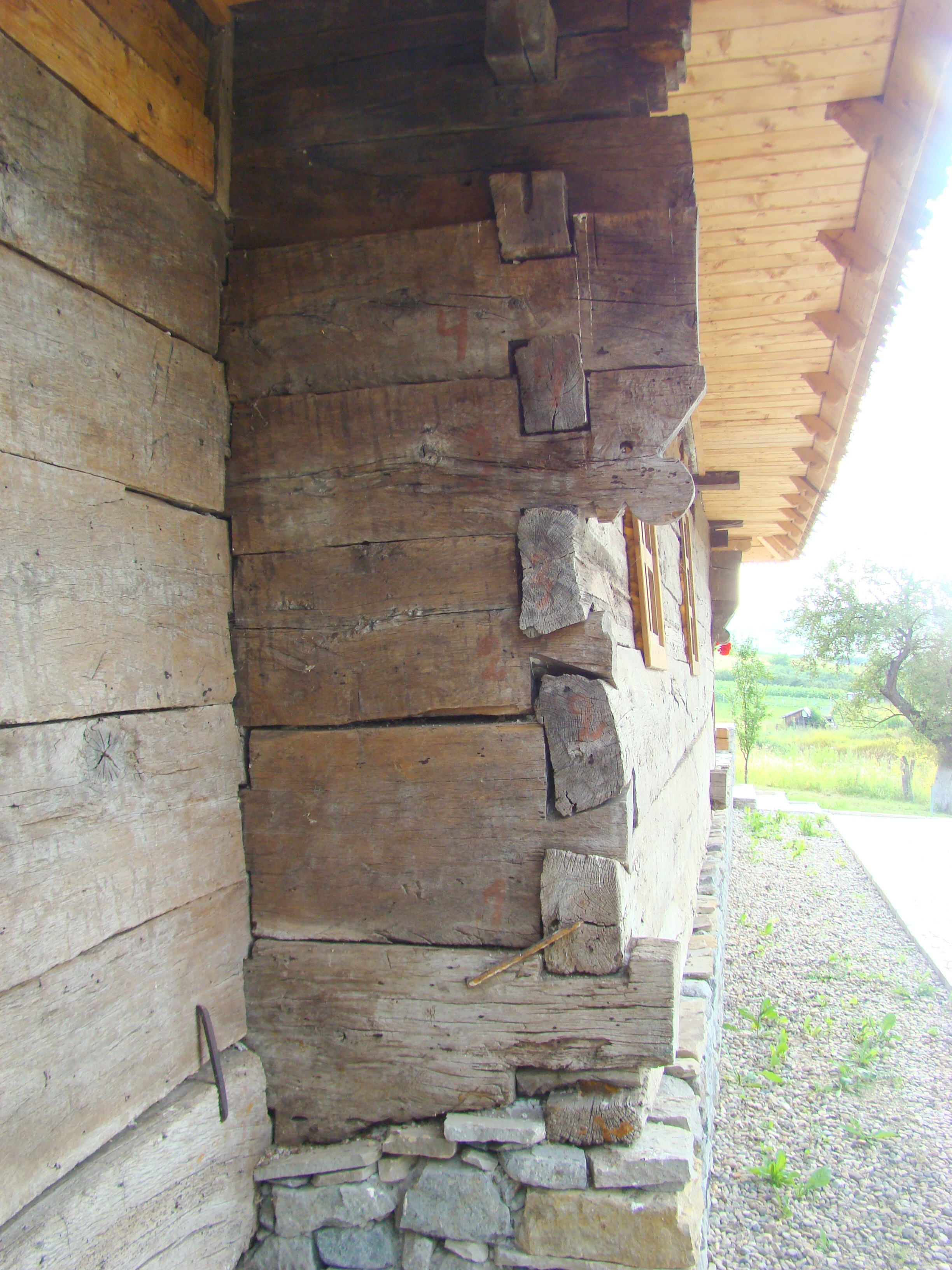
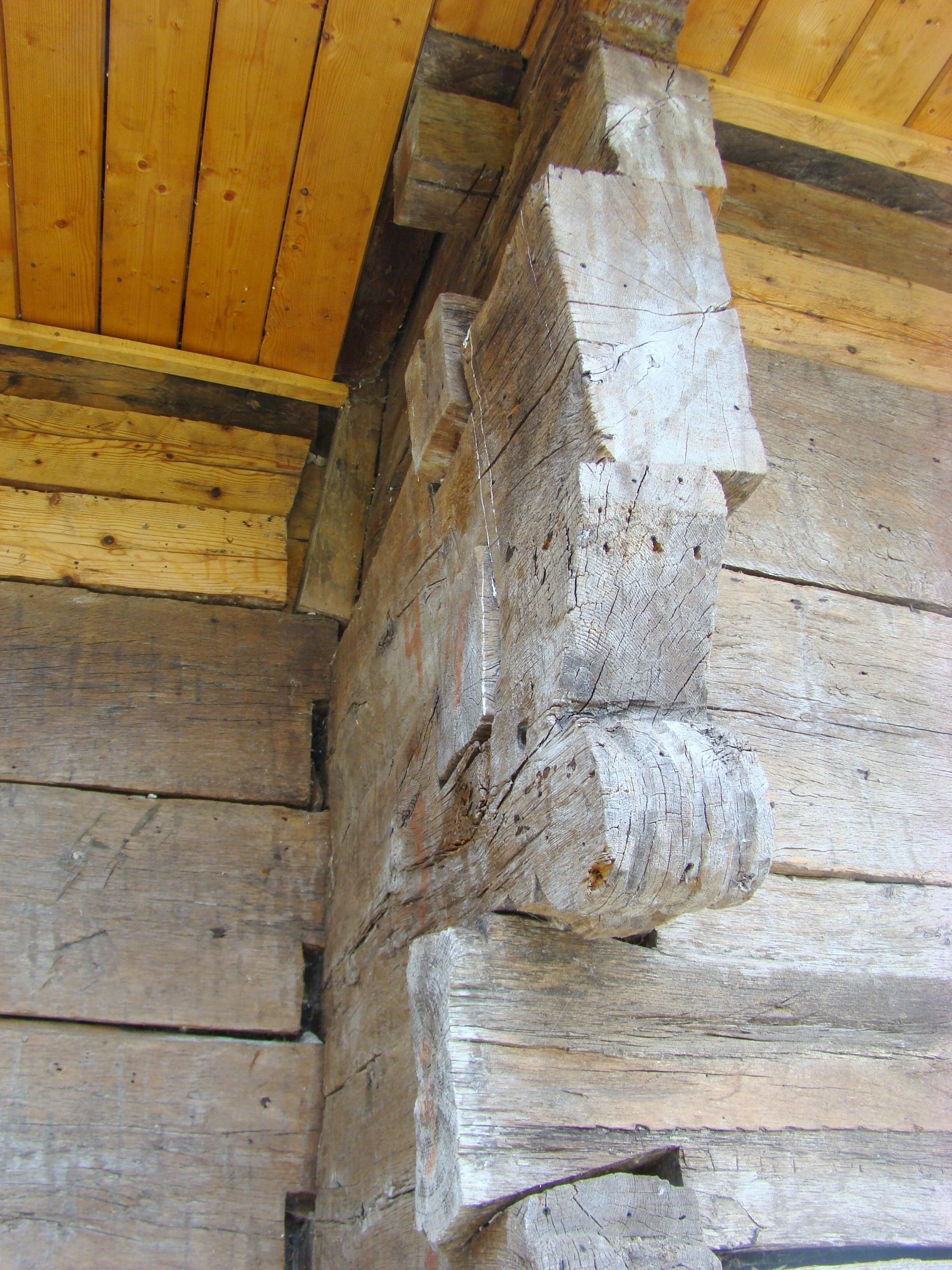
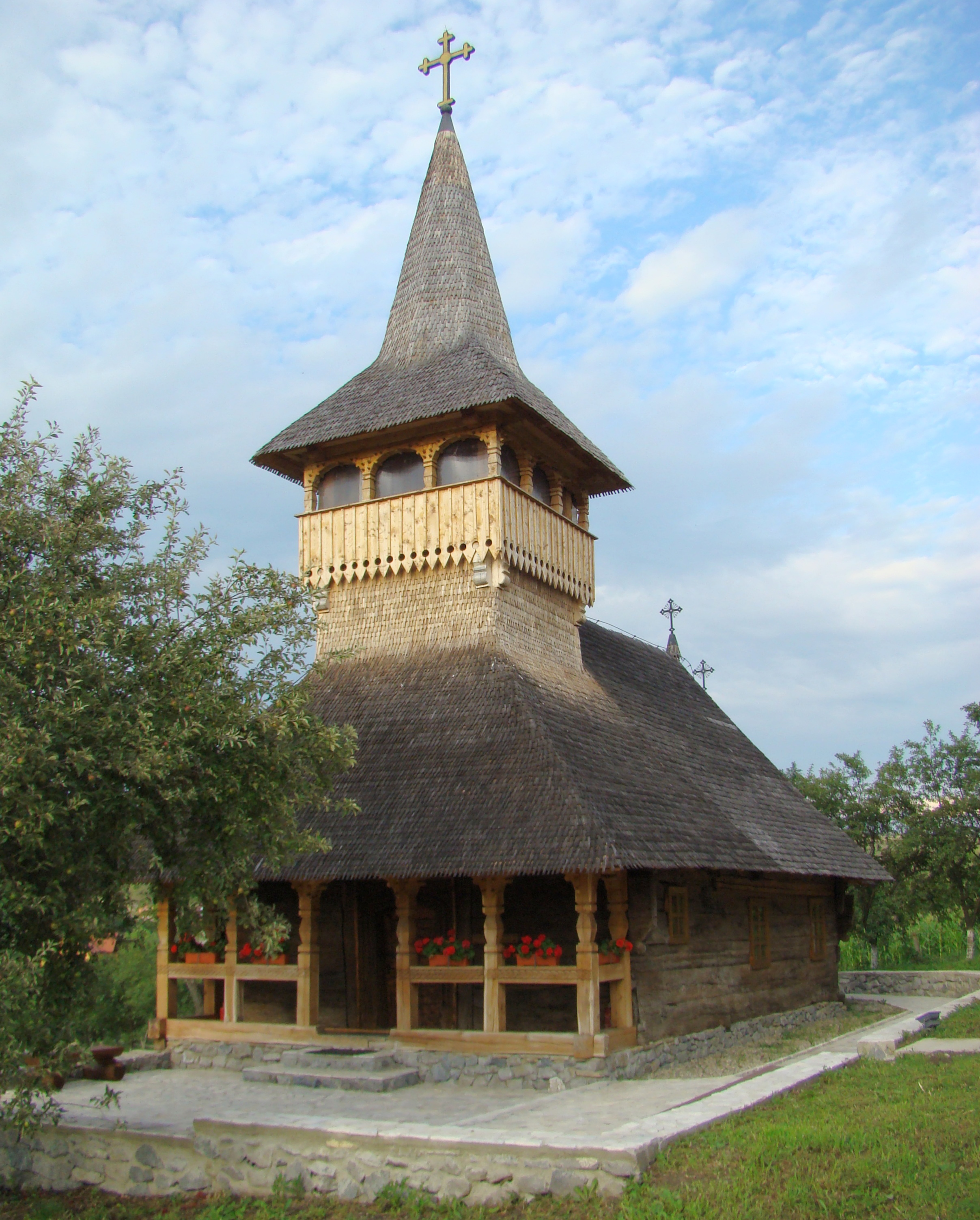
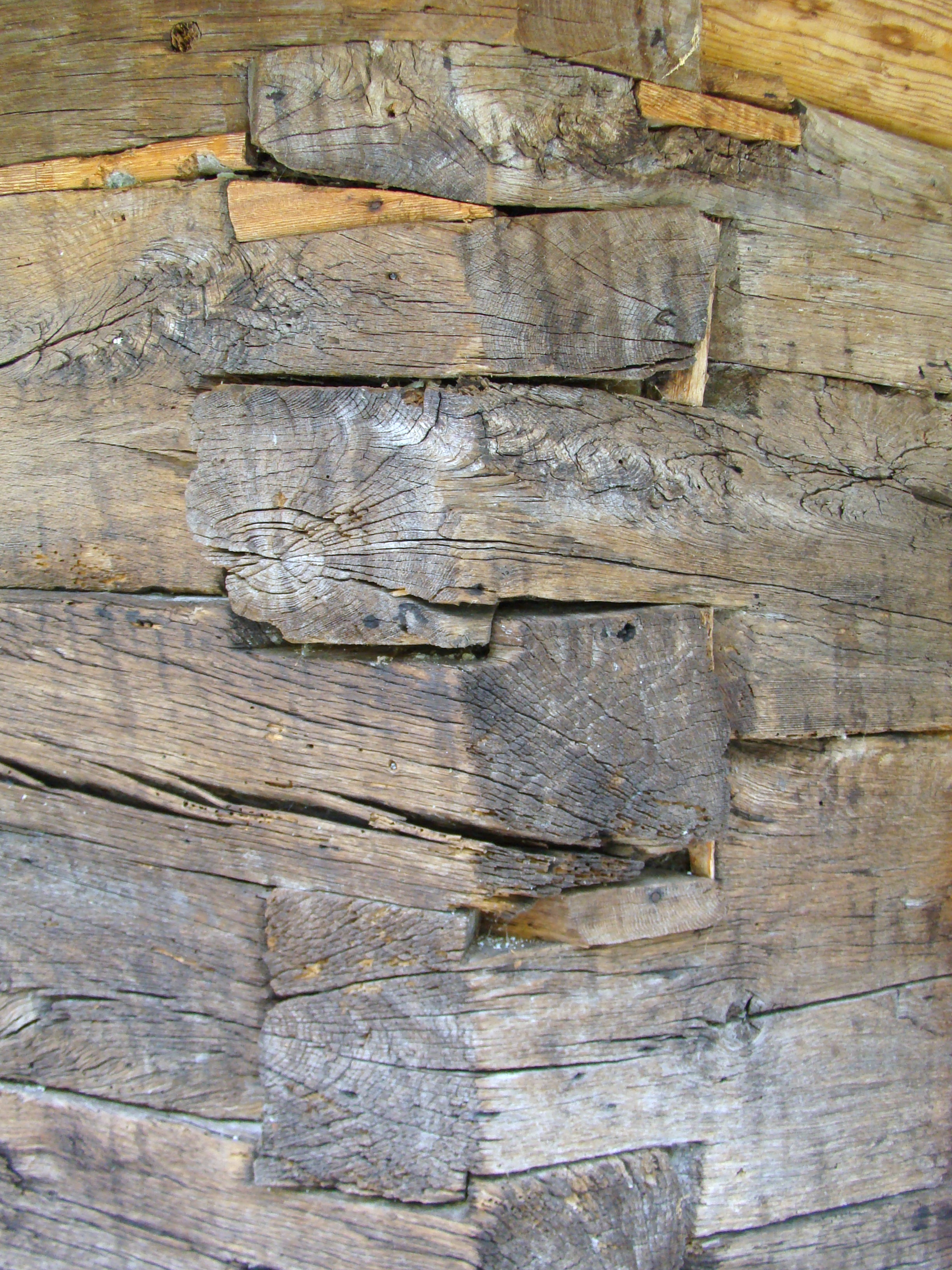
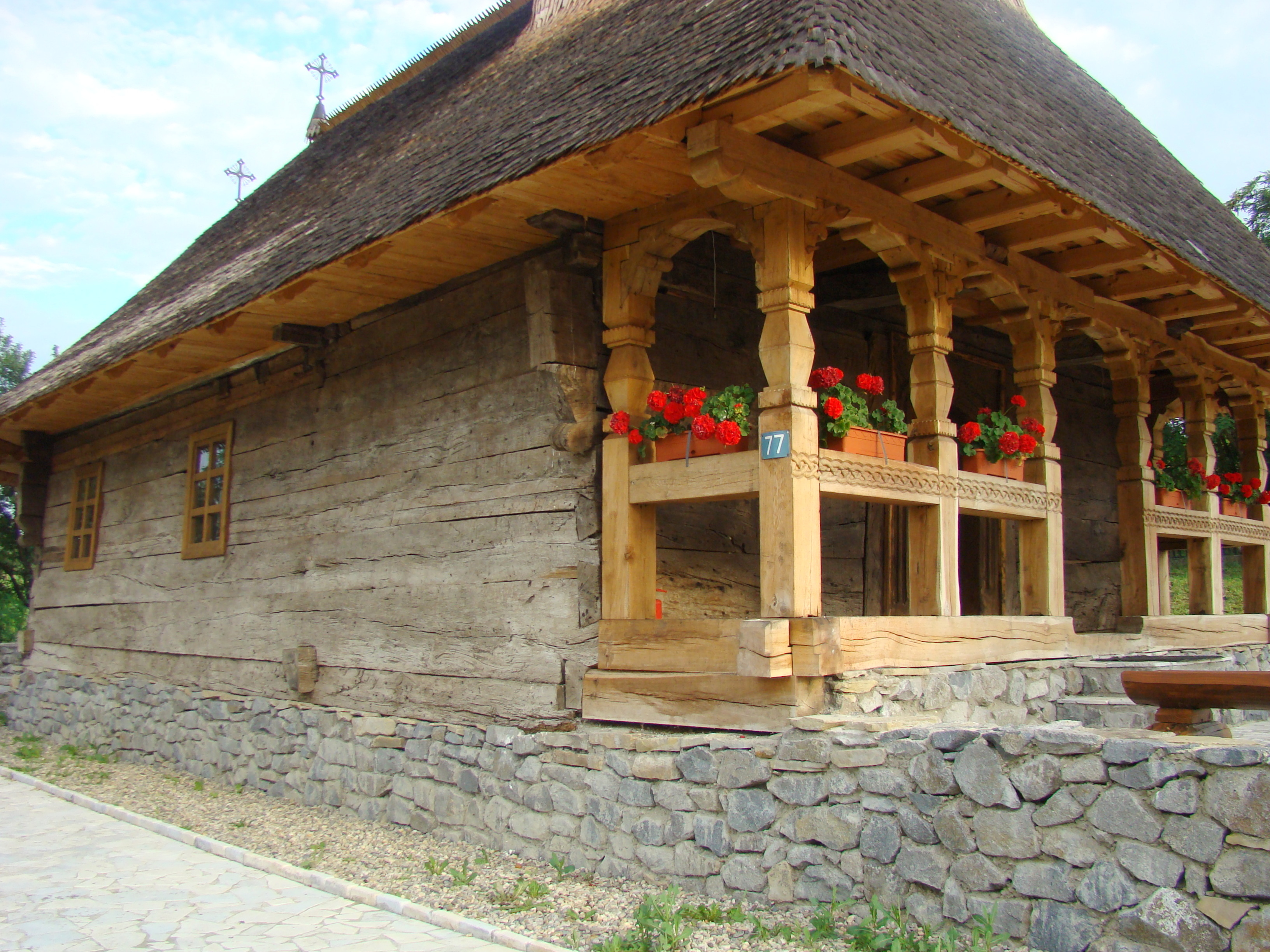
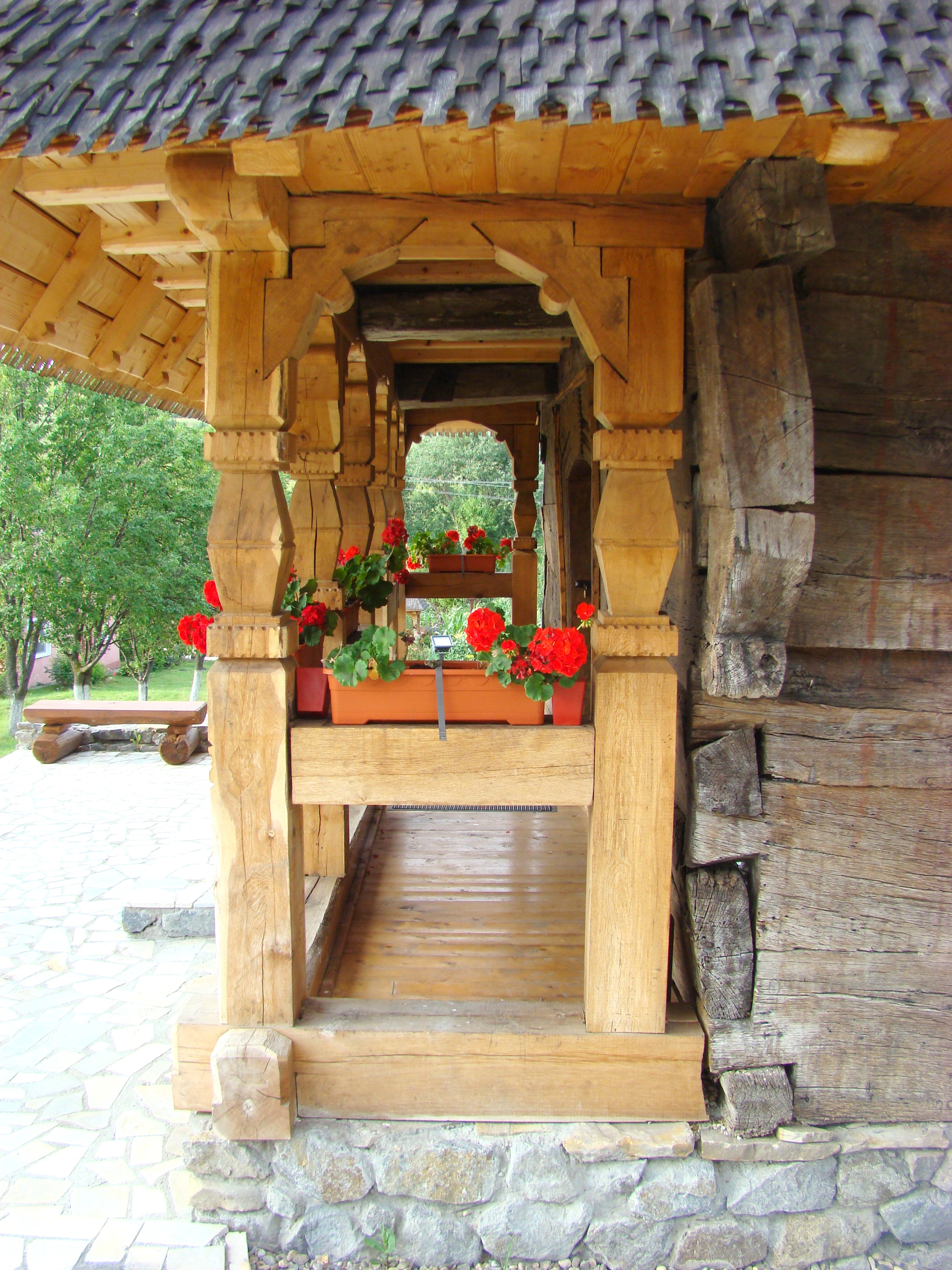
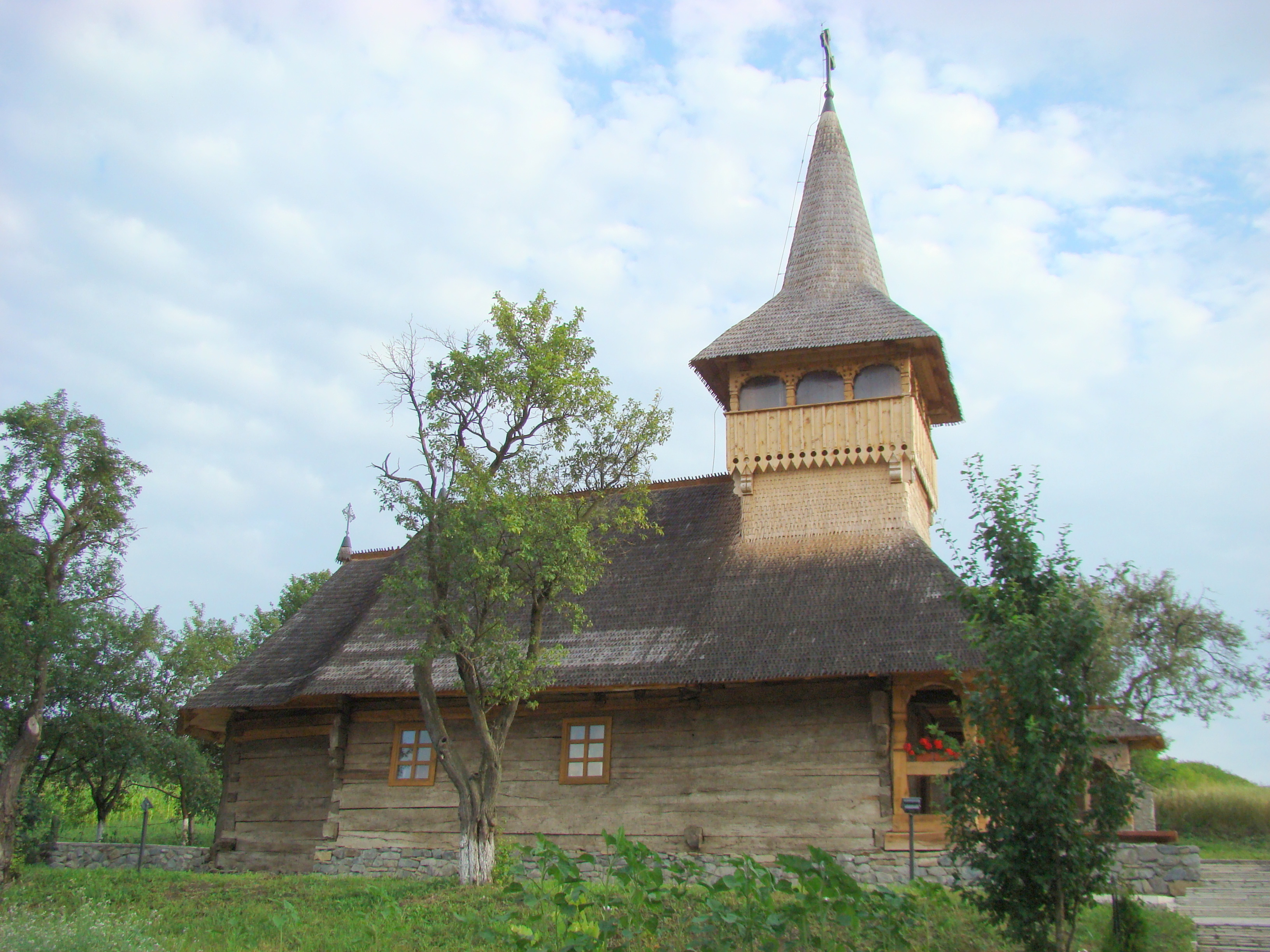
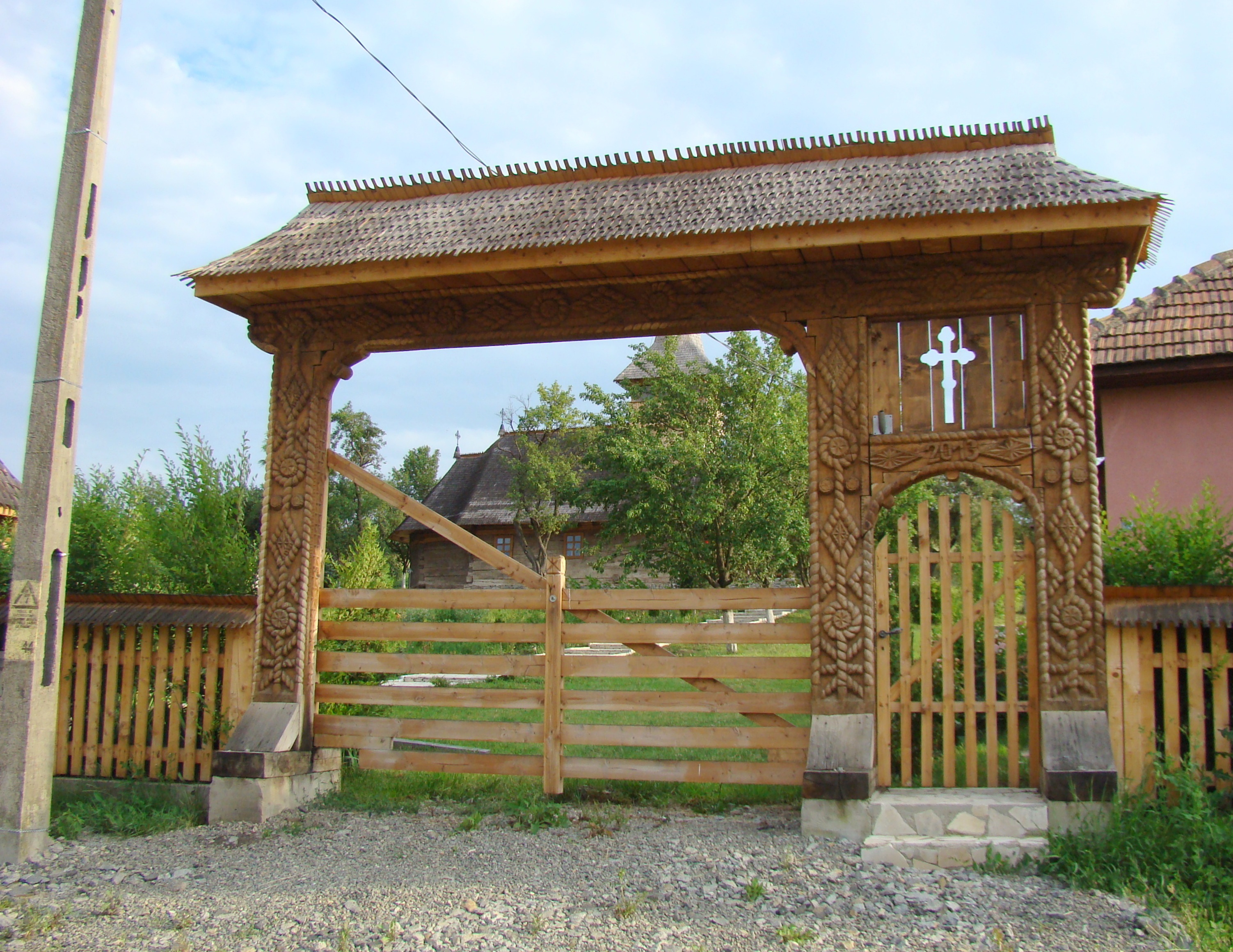
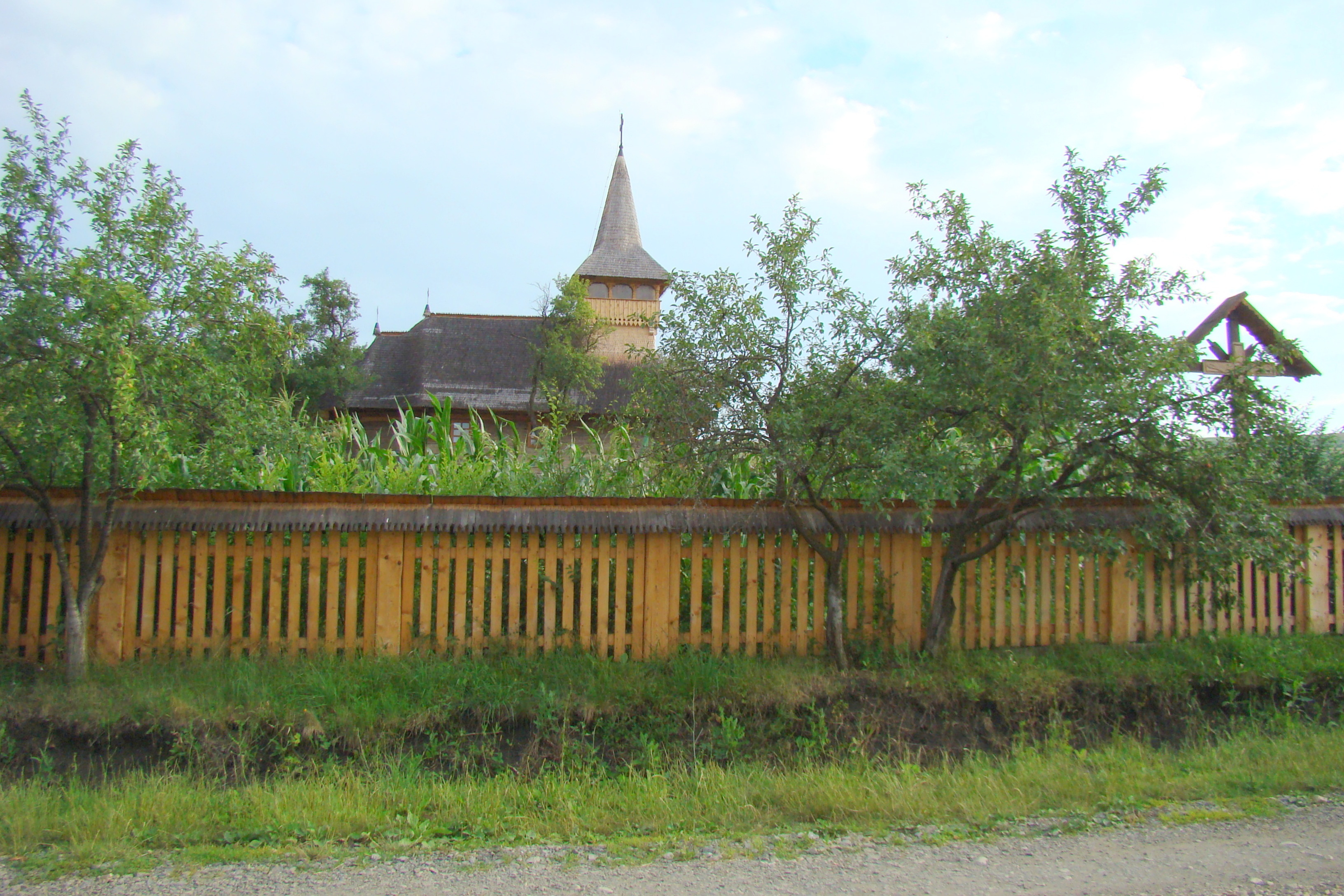